# Miguel Campos Neto
 (mai 2025).
La mise en forme du texte ne suit pas les recommandations de Wikipédia : il faut le « wikifier ».
Les points d'amélioration suivants sont les cas les plus fréquents. Le détail des points à revoir est peut-être précisé sur la page de discussion.
- Les titres sont pré-formatés par le logiciel. Ils ne sont ni en capitales, ni en gras.
- Le texte ne doit pas être écrit en capitales (les noms de famille non plus), ni en gras, ni en italique, ni en « petit »…
- Le gras n'est utilisé que pour surligner le titre de l'article dans l'introduction, une seule fois.
- L'italique est rarement utilisé : mots en langue étrangère, titres d'œuvres, noms de bateaux, etc.
- Les citations ne sont pas en italique mais en corps de texte normal. Elles sont entourées par des guillemets français : « et ».
- Les listes à puces sont à éviter, des paragraphes rédigés étant largement préférés. Les tableaux sont à réserver à la présentation de données structurées (résultats, etc.).
- Les appels de note de bas de page (petits chiffres en exposant, introduits par l'outil «  Source ») sont à placer entre la fin de phrase et le point final[comme ça].
- Les liens internes (vers d'autres articles de Wikipédia) sont à choisir avec parcimonie. Créez des liens vers des articles approfondissant le sujet. Les termes génériques sans rapport avec le sujet sont à éviter, ainsi que les répétitions de liens vers un même terme.
- Les liens externes sont à placer uniquement dans une section « Liens externes », à la fin de l'article. Ces liens sont à choisir avec parcimonie suivant les règles définies. Si un lien sert de source à l'article, son insertion dans le texte est à faire par les notes de bas de page.
- La présentation des références doit suivre les conventions bibliographiques. Il est recommandé d'utiliser les modèles {{Ouvrage}}, {{Chapitre}}, {{Article}}, {{Lien web}} et/ou {{Bibliographie}}. Le mode d'édition visuel peut mettre en forme automatiquement les références.
- Insérer une infobox (cadre d'informations à droite) n'est pas obligatoire pour parachever la mise en page.

Pour une aide détaillée, merci de consulter Aide:Wikification.
Si vous pensez que ces points ont été résolus, vous pouvez retirer ce bandeau et améliorer la mise en forme d'un autre article.
 (février 2025).
Pour les articles homonymes, voir Campos et Neto.
Miguel Campos Neto est un chef d'orchestre brésilien, surtout connu pour être l'un des fondateurs, chef titulaire et directeur artistique du Chelsea Symphony, basé à New York. Il est titulaire d'un Master en direction d'orchestre du Mannes College of Music.

## Biographie
Campos Neto est diplômé d'une licence et d'un master en violon de l'Université du Missouri et de l'Université du Nouveau-Mexique, ainsi que d'un master en direction d'orchestre du Mannes College of Music. Il a dirigé en tant que chef invité plusieurs orchestres, notamment l'Amazonas Filarmônica, et a participé à divers festivals, comme celui du Palácio das Artes à Belo Horizonte.
Il a déjà dirigé dans des lieux prestigieux tels que le Teatro da Paz à Belém et l'auditorium de l'ONU à New York. Il a remporté plusieurs concours, comme la première place au MTNA et le prix Zoltan Szekely, parmi d'autres.
À New York, il a cofondé The Chelsea Symphony, où il a été chef titulaire pendant quatre ans, avant d’y revenir en tant que chef invité pour un concert spécial célébrant les 10 ans de l’orchestre. Il a également été chef titulaire de l'Orquestra Jovem Vale Música pendant 12 ans et maintient un lien avec cet orchestre en tant que chef invité. Ayant également participé aux deux festivals d'opéra les plus importants du Brésil (Manaus et Belém), il a développé un vaste répertoire lyrique et compte six sorties en DVD d'opéras entièrement mis en scène et de concerts lyriques.
En tant que chef invité, il a dirigé des orchestres nationaux et internationaux tels que : l'Orchestre National Avignon (France), l'Orquestra Symphonia de Puerto Rico, l'Orchestre national de Mulhouse (France), le Savaria Symphony (Hongrie), le Dana Point Symphony, l'Orquestra Ciudad de Alcalá (Espagne) et les Chamber Soloists de l'Université du Missouri (États-Unis), ainsi que les orchestres du Mato Grosso, Rio Grande do Norte, Amazonas, du Theatro São Pedro (São Paulo), du Teatro Nacional (Brasília), de Minas Gerais, d'Heliópolis (São Paulo), l'Experimental de Repertório (São Paulo), le Municipal de Campinas et la Symphonique de l'UNICAMP.
Il est actuellement chef titulaire de l'Orchestre Symphonique du Teatro da Paz, à Belém.
Depuis 2017, Campos Neto est régulièrement invité à diriger en Europe, notamment en France (Avignon et Mulhouse), en Espagne (Alcalá de Henares) et en Hongrie (Szombathély et Budapest).
L'année 2019 a été marquée par son retour au Cours International d'Été de Brasília en tant que professeur de direction et chef de l'orchestre symphonique de clôture, son retour à l'Université de La Sierra (Californie) en tant que professeur invité de pratique orchestrale et ses débuts comme chef d'opéra à São Paulo (O Peru de Natal de Leonardo Martinelli, au Theatro São Pedro).
Parmi les engagements les plus importants de la saison 2020-2021, on peut souligner ses débuts en tant que chef d'opéra sur la scène internationale avec Cavalleria Rusticana et Pagliacci à l' Opéra Grand Avignon (France), où sa direction a été saluée par la critique, ainsi qu'une tournée nationale avec les orchestres symphoniques de Rio de Janeiro (OSB), Belo Horizonte (OSMG), Goiânia (OSG), Manaus (AF) et Belém (OSTP).
En 2021, il a entamé sa onzième saison en tant que chef titulaire de l'Orchestre Symphonique du Teatro da Paz (Belém) et directeur musical du Festival d'Opéra du Teatro da Paz. Il est également chef titulaire de l'Orchestre Symphonique Altino Pimenta (Université Fédérale du Pará) et de l'Orchestre Symphonique Wilson Fonseca (Santarém).